# Palenque, Chiapas
Palenque är en kommunhuvudort i Mexiko.   Den ligger i kommunen Palenque och delstaten Chiapas, i den sydöstra delen av landet, 800 km öster om huvudstaden Mexico City. Palenque ligger 75 meter över havet och antalet invånare är 36 669.
Terrängen runt Palenque är platt åt nordost, men åt sydväst är den kuperad. Terrängen runt Palenque sluttar norrut. Runt Palenque är det ganska glesbefolkat, med 34 invånare per kvadratkilometer. Palenque är det största samhället i trakten. Trakten runt Palenque består till största delen av jordbruksmark.